# Maraton w Lublanie
Maraton w Lublanie – maratoński bieg uliczny rozgrywany co roku na ulicach Lublany, w Słowenii. Pierwsza edycja maratonu w Lublanie odbyła się 27 października 1996 roku. Od początku w zawodach uczestniczyli zarówno mężczyźni, jak i kobiety. Impreza odbywa się co roku w październiku.

## Lista zwycięzców
Lista zwycięzców maratonu w Lublanie:
| Edycja | Data                 | Zwycięzca wśród mężczyzn | Kraj     | Czas    | Zwyciężczyni wśród kobiet | Kraj     | Czas    |
| ------ | -------------------- | ------------------------ | -------- | ------- | ------------------------- | -------- | ------- |
| 21     | 30 października 2016 | Mutai Laban              | Kenia    | 2:09:16 | Purity Changwony          | Kenia    | 2:29:32 |
| 20     | 25 października 2015 | Limenih Getachew         | Etiopia  | 2:08:19 | Melkam Gizaw              | Etiopia  | 2:25:42 |
| 19     | 26 października 2014 | Ishhimael Chemtan        | Kenia    | 2:08:25 | Janet Rono                | Kenia    | 2:29:16 |
| 18     | 27 października 2013 | Mulugeta Wami            | Etiopia  | 2:10:26 | Caroline Chepkwony        | Kenia    | 2:27:27 |
| 17     | 28 października 2012 | Berhanu Shiferaw         | Etiopia  | 2:09:40 | Worknesh Tola             | Etiopia  | 2:30:45 |
| 16     | 23 października 2011 | Daniel Kiprugut Too      | Kenia    | 2:08:25 | Lydia Kurgat              | Kenia    | 2:33:01 |
| 15     | 24 października 2010 | Evans Ruto               | Kenia    | 2:10:17 | Tiruwork Mekonnen         | Etiopia  | 2:37:16 |
| 14     | 25 października 2009 | William Biama            | Kenia    | 2:10:12 | Caroline Kilel            | Kenia    | 2:25:24 |
| 13     | 26 października 2008 | Abraham Mulu             | Etiopia  | 2:14:41 | Tetyana Mezentseva        | Ukraina  | 2:37:13 |
| 12     | 28 października 2007 | Oleksandr Sitkovskyy     | Ukraina  | 2:12:49 | Tetiana Fiłoniuk          | Ukraina  | 2:34:58 |
| 11     | 29 października 2006 | Joachim Nshimirimana     | Burundi  | 2:14:14 | Inga Juodeškiene          | Litwa    | 3:01:55 |
| 10     | 23 października 2005 | Samuel Nganga            | Kenia    | 2:15:47 | Daneja Grandovec          | Słowenia | 2:50:42 |
| 9      | 24 października 2004 | Joachim Nshimirimana     | Burundi  | 2:13:31 | Yelena Razdrogina         | Rosja    | 2:46:30 |
| 8      | 26 października 2003 | Andriy Naumov            | Ukraina  | 2:13:58 | Galina Zhulyeva           | Ukraina  | 2:38:13 |
| 7      | 27 października 2002 | Andriy Naumov            | Ukraina  | 2:14:30 | Galina Zhulyeva           | Ukraina  | 2:39:36 |
| 6      | 28 października 2001 | Roman Kejžar             | Słowenia | 2:22:57 | Nada Rotovnik Kozjek      | Słowenia | 3:09:47 |
| 5      | 22 października 2000 | Patrick Chumba           | Kenia    | 2:13:35 | Maria Luisa Costetti      | Włochy   | 3:08:38 |
| 4      | 24 października 1999 | Woliye Jara              | Etiopia  | 2:20:53 | Lyudmila Petrova          | Rosja    | 2:52:26 |
| 3      | 25 października 1998 | Piotr Pobłocki           | Polska   | 2:18:20 | Helena Javornik           | Słowenia | 2:32:33 |
| 2      | 26 października 1997 | Charles Subano           | Kenia    | 2:19:28 | Helena Javornik           | Słowenia | 2:40:05 |
| 1      | 27 października 1996 | Roman Kejžar             | Słowenia | 2:20:12 | Helena Javornik           | Słowenia | 2:37:58 |